# Leucosyke mindorensis
Leucosyke mindorensis är en nässelväxtart som beskrevs av Charles Budd Robinson. Leucosyke mindorensis ingår i släktet Leucosyke och familjen nässelväxter. Inga underarter finns listade i Catalogue of Life.